# Рокин
Роки́н (нидерл. Rokin) — одна из основных улиц в центре Амстердама.

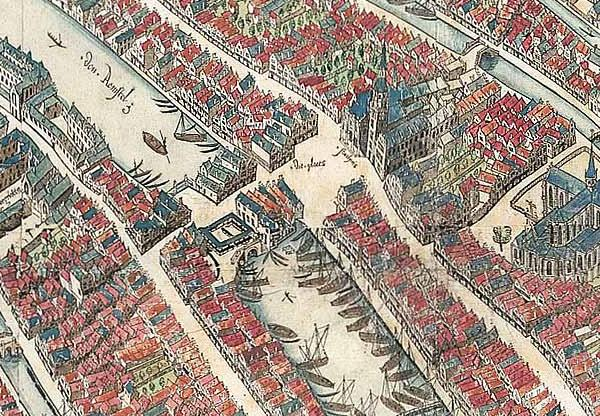
Амстердам в 1544 году. Площадь Дам в центре и Рокин в верхнем левом углу. (Север снизу)

Улица начинается от Монетной площади и заканчивается на площади Дам. Первоначально это была часть основного русла реки Амстел под названием Rak-in (на древненидерландском — основное русло). В 1608—1609 на углу Рокин и площади Дам под руководством Хендрика де Кейзера была построена первая в Амстердаме товарная биржа, сыгравшая главную роль в экономических успехах города во время голландского Золотого Века. Здание было снесено в 1835 году. В 1913 году вдоль русла была построена набережная, в 1936 году часть русла между площадью Спёй и площадью Дам была полностью засыпана грунтом, на оставшейся части улицы и в настоящее время пришвартовываются лодки.
В настоящее время[уточнить] в связи со строительством новой линии метро Север-Юг улица Рокин раскопана на глубину около 20 метров. Археологические находки там, где когда-то было русло реки Амстел, могут пролить новый свет на историю Амстердама.
Одной из достопримечательностей улицы является Конная статуя королевы Вильгельмины.